# 202e régiment d'infanterie

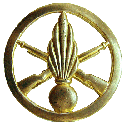
insigne de béret d'infanterie

Le 202e régiment d'infanterie (202e RI) est un régiment d'infanterie de l'Armée de terre française créé en août 1914 avec les bataillons de réserve du 2e régiment d'infanterie. Il est dissout à l'issue de la Première Guerre mondiale.

## Création et différentes dénominations
- août 1914 : le 202e régiment d'infanterie est créé à partir du 2e RI.
- avril 1919 : dissolution
- Le 202e RI n'est pas reformé pendant la Seconde Guerre mondiale[1].

## Chefs de corps
- colonel Wacquez (tué le 8 juillet 1916)[2]
- colonel Bonnaire[2]

## Historique du202eRI

### 1914
- Le 202e RI est mobilisé à Granville[3]. Il rejoint la 120e brigade d'infanterie. Pendant toute la guerre, il fera partie de la 60e division d'infanterie d'août 1914 à novembre 1918, avec quelques détachements provisoires. En août 1914, cette division est rattachée au 11e corps d'armée[4].

- Belgique...Bataille de la Marne[4]...

### 1915
Marne (janvier à août)...Ferme de Moscou, Prones (septembre à décembre)...
- Il est rattaché au 1er corps d'armée colonial du 8 février 1915[5] au 26 mai 1915[2].
- 25 septembre-6 octobre : seconde bataille de Champagne[4]

### 1916
Marne (janvier à juin)... Verdun : secteur de Thiaumont, ravin de la mort... Puis Marne (juillet à septembre)...

### 1917
Marne (janvier à septembre) même secteur Prones... Verdun (octobre à novembre, secteur les Chambrettes au nord de Thiaumont)...

### 1918
Argonne (janvier à mars)... Montdidier (10 août)... Fin octobre les Vosges (secteur de Saint-Dié).

### 1919
Le 202e RI est dissout le 4 avril 1919.

## Drapeau
Il porte, cousues en lettres d'or dans ses plis, les inscriptions suivantes :
- La Marne 1914
- Verdun 1916

## Décorations décernées au régiment
Sa cravate est décorée de la Croix de guerre 1914-1918 avec une palme et une étoile en bronze, pour une citation à l'ordre de l'armée et une à l'ordre de la brigade.

## Sources et bibliographie
- Archives militaires du château de Vincennes.
- Serge Andolenko, Recueil d'historiques de l'Infanterie française, Eurimprim, 1969.
- Historique du 202e régiment d'infanterie, Paris, H. Charles-Lavauzelle, 1920, 22 p. (lire en ligne)